# کانتیلون
کانتیلون (انگلیسی: Cantillon) شرکت نوشیدنی بلژیکی است، که در سال ۱۹۰۰ تأسیس شد.